# Marek Krátký
Marek Krátký (* 8. června 1993, Kadaň) je český fotbalový záložník či obránce a bývalý mládežnický reprezentant, od ledna 2016 působící v týmu FC Hradec Králové. Nastupuje na pravém kraji zálohy či obrany.

## Klubová kariéra
Svoji fotbalovou kariéru začal v mužstvu FK Klášterec nad Ohří, ale již v průběhu mládeže zamířil do klubu FK Teplice.

### FK Teplice
V průběhu ročníku 2010/11 se přesunul do prvního týmu. V 1. české lize debutoval v dresu Teplic ve svých 17 letech. Bylo to v posledním 30. kole sezony 2010/11 28. května 2011 v utkání s 1. FC Slovácko (remíza 1:1). Krátký se dostal na hříště v úplném závěru, střídal Pavla Verbíře, který se tímto zápasem loučil se svou dlouhodobou kariérou. V létě 2014 podepsal s týmem nový kontrakt do roku 2018. Celkem za první tým odehrál 14 ligových utkání, ve kterých se gólově neprosadil.

### AC Sparta Praha (hostování)
V lednu 2014 se připravoval v FK Ústí nad Labem, kde měl na jaře hostovat. Poté se mu ozval sportovní ředitel Sparty Praha Jaroslav Hřebík a nabídl mu půlroční hostování ve Spartě s případnou opcí na přestup, které hráč přijal. Za Spartu debutoval 24. ledna 2014 v přípravném zápase proti slovenskému týmu MFK Ružomberok (výhra 3:0). Nastoupil na hřiště v 76. minutě. V lize za Spartu neodehrál žádný zápas.

### FK Ústí nad Labem (hostování)
V červenci 2014 se přesunul na roční hostování do druholigového celku FK Ústí nad Labem. Celkem za Ústí nastoupil do 24 ligových utkání, dal v nich jednu branku.

### FC Hradec Králové
V prosinci 2015 odešel na přestup do klubu FC Hradec Králové. S mužstvem podepsal smlouvu na dva a půl roku.

#### Sezona 2015/16
Premiérový start v dresu FC Hradce Králové si připsal v 2. české lize 12. března 2016 v utkání 18. kola proti B-týmu SK Sigma Olomouc (výhra 3:0), když v 84. minutě vystřídal Adama Vlkanovu. Svůj první gól v sezoně a zároveň v dresu "Votroků" vstřelil v ligovém utkání 22. kola proti FC Sellier & Bellot Vlašim (výhra 2:0). S mužstvem postoupil zpět do české nejvyšší soutěže, když jeho klub ve 28. kole hraném 17. 5. 2016 porazil FK Baník Sokolov 2:0 a 1. SC Znojmo, které bylo v tabulce na třetí pozici, prohrálo s FC Sellier & Bellot Vlašim. V neúplné sezoně 2015/16 za tým odehrál 12 zápasů v lize.

## Klubové statistiky
Aktuální k 25. květnu 2016
| Sezona  | Klub                      | Soutěž         | Zápasy | Góly |
| ------- | ------------------------- | -------------- | ------ | ---- |
| 2010/11 | FK Teplice                | Gambrinus liga | 1      | 0    |
| 2011/12 | FK Teplice                | Gambrinus liga | 0      | 0    |
| 2012/13 | FK Teplice                | Gambrinus liga | 6      | 0    |
| 2013/14 | FK Teplice                | Gambrinus liga | 7      | 0    |
| 2013/14 | AC Sparta Praha (host.)   | Gambrinus liga | 0      | 0    |
| 2014/15 | FK Ústí nad Labem (host.) | FNL            | 24     | 1    |
| 2015/16 | FK Teplice                | Synot liga     | 0      | 0    |
| 2015/16 | FC Hradec Králové         | FNL            | 12     | 1    |

## Reprezentační kariéra
Marek Krátký nastupoval za české reprezentační výběry v kategoriích od 16 let. V reprezentaci U19 plnil roli kapitána.
Ve výběru U21 debutoval pod trenérem Jakubem Dovalilem 24. dubna 2013 v Kroměříži v přátelském zápase se Slovenskem (výhra 1:0). Dostal se na hřiště ve druhém poločase.